# 8×56mmR

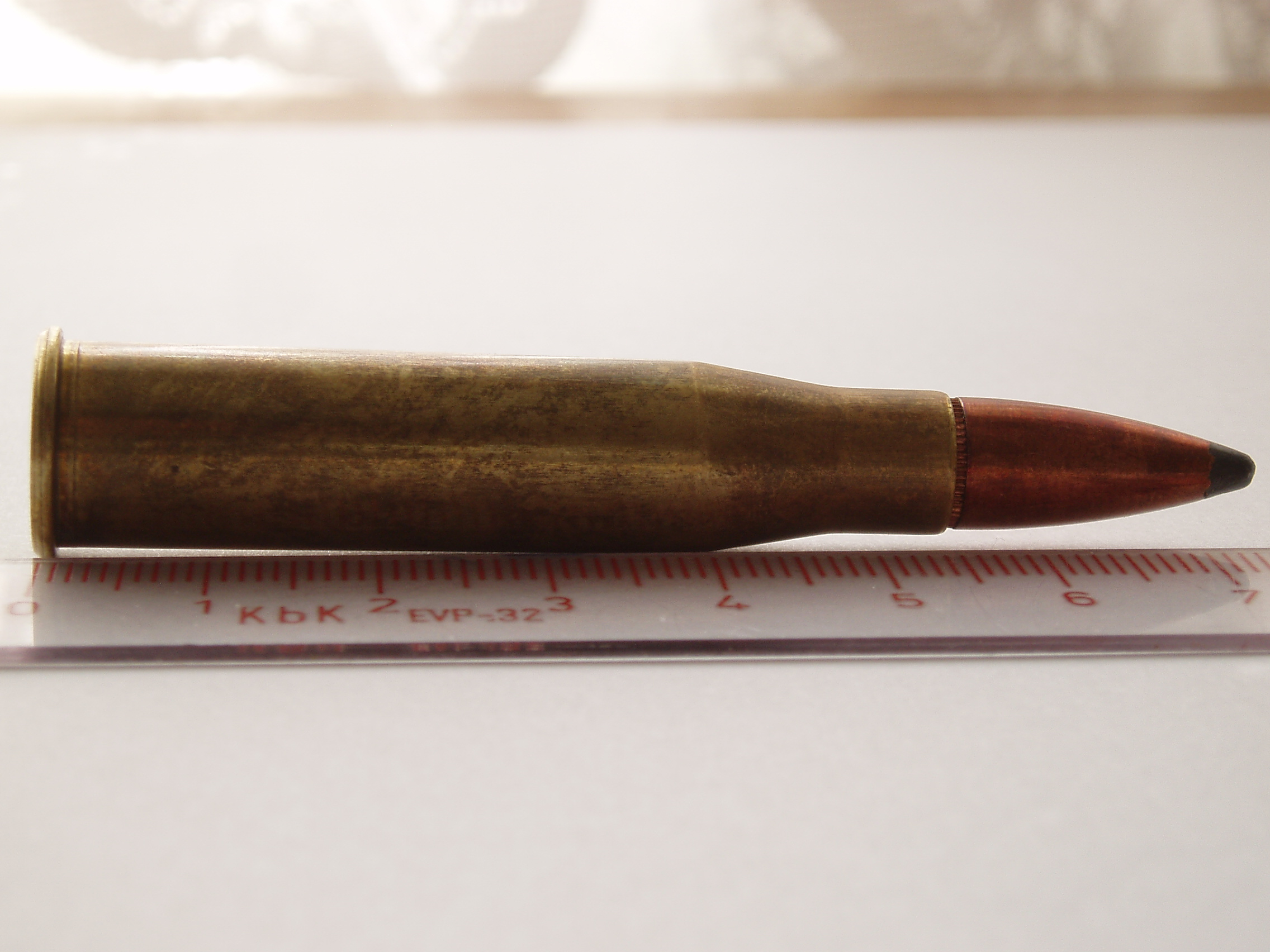

8×56mmR 또는 8×56mmR M30S (C.I.P. 민간 명칭) 탄약통은 1930년 오스트리아 제1공화국, 1931년 헝가리 왕국, 1934년 불가리아 왕국에서 8×50mmR 만리허 탄약의 대체품으로 채택되었다.

## 역사
이 탄약은 원래 슈타이어-졸로투른 경기관총을 위해 M30으로 개발되었다. 이후 1931년 M31로 소총용으로 채택되어 8×50mmR 만리허 탄약을 대체했다. 업데이트된 탄약은 슈타이어-만리허 M1895 소총의 업데이트와 일치했으며, 이 업데이트에서 총신 길이가 줄고 약실이 새로운 탄약을 받아들이도록 다시 가공되었다. 또한 이 탄약은 헝가리가 만리허 M1895를 대체하기 위해 35M 소총용으로 선택한 탄약이었다. 8×56mmR은 또한 오스트리아 및 헝가리 기관총의 업데이트된 버전, 예를 들어 졸로투른 31M 및 슈바르츠로제 07/31M에서도 사용되었다. 1934년부터 불가리아 왕국의 표준 군용 탄약이 되었다.
이 탄약은 오스트리아, 독일, 불가리아, 체코슬로바키아를 포함한 다양한 공장과 국가에서 제조되었다.

## 현재 생산
8×56mmR은 현재 호너디와 프르비 파르티잔에서 상업용으로 생산된다. 더 이상 어떤 조직화된 군대에서도 사용되지 않는다. 많은 슈투첸 모델 1895/30이 미국으로 수입되어 빅-5와 같은 소매점에서 판매되었지만, 이 탄약의 가격은 7.62×54mmR 및 .30-06 (7.62×63mm)과 같은 다른 대부분의 잉여 소총 탄약보다 훨씬 높아, 일반 사수에게는 8×56mmR을 쏘는 것이 매우 비경제적이다.

## 수제 장전

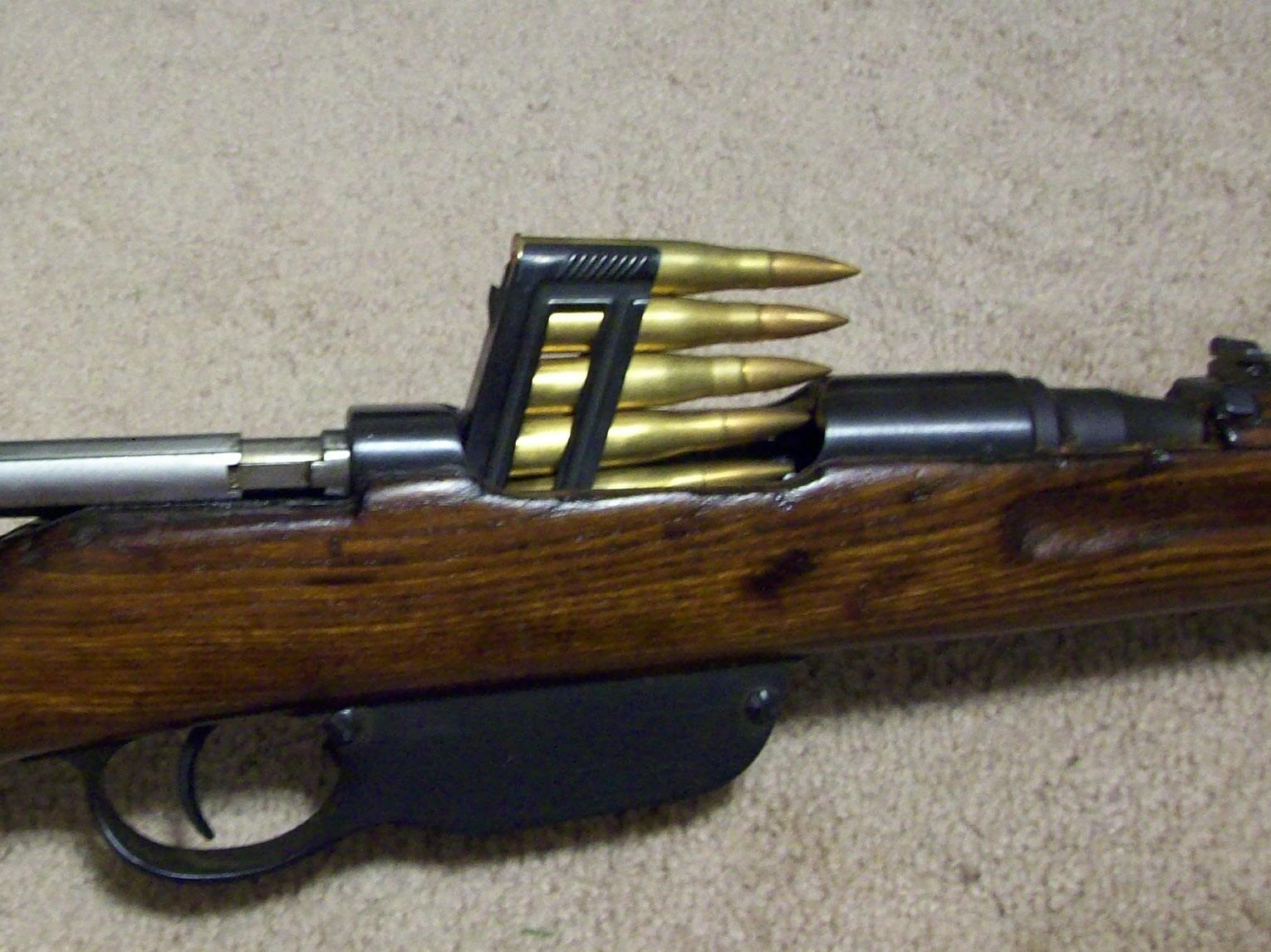
8×56mmR이 엔 블록 클립을 통해 만리허 M1895/30 소총에 장전되는 모습.

8×56mmR 만리허를 재장전하는 것은 총신의 .329인치 그루브 직경 때문에 문제가 될 수 있다. 일반적으로 사용 가능한 .323인치 8mm "S"-탄환은 매우 낮은 정확도를 보일 것이다. 8×50mmR 만리허에서 사용되는 .323인치 244 그레인 라운드 노즈 FMJ 탄환과 같은 오픈 베이스 재킷 탄환은 종종 더 나은 결과를 내지만 구하기 어렵다. 그러나 이 탄약의 재장전 상황은 지난 몇 년간 크게 개선되었으며, 호너디는 이제 8×56R 탄약을 위해 명시적으로 만들어진 .330 탄환을 제조한다.
Haendler & Naterman (독일; 190 그레인) 또는 Degol (벨기에)과 같은 일부 제조사는 여전히 스포츠 또는 사냥용으로 다양한 탄환을 생산한다. 프르비 파르티잔은 FMJ .330 보트테일 탄환(B-384번)과 소프트포인트 탄환(B-561번)을 생산하며, 둘 다 208 그레인이다.
리 프리시전은 .330인치 탄환 크기 조정 다이를 만들 수 있어 .338인치 탄환을 이 구경으로 압축할 수 있다. 200~225 그레인 무게의 탄환이 가장 잘 작동할 것이다. 라이먼과 리 프리시전은 모두 이 구경의 주조 탄환 몰드를 제공한다. 코빈은 원자재에서 다양한 탄환을 만들기 위한 총알 스와징 프레스용 스와징 다이를 제공한다.
재장전 가능한 탄피는 7.62×54mmR 모신-나강 러시아 황동을 재조정하여 만들 수 있다. 이로 인해 탄피 목이 2mm 짧아지지만, 탄약이 림에 정확하게 헤드스페이스되기 때문에 문제가 발생하지 않는다. 남아있는 탄피 목도 탄환을 단단히 고정하기에 여전히 충분하다. RCBS는 재성형 다이를 생산한다. 8×56mmR 만리허의 재장전용 탄피는 프르비 파르티잔에서 생산되지만, 가용성은 불규칙하다.
M.95 (및 이전 8×50mmR 및 8×56mmR 만리허 소총)용 장전기 또는 클립은 사르코와 같은 잉여 무기 및 탄약 판매점에서 구할 수 있다.
재장전 다이는 호너디, RCBS, 레딩, 리에서 만든다.

## 같이 보기
- 림드 탄약 목록